# Margarethenkirche (Kierspe)

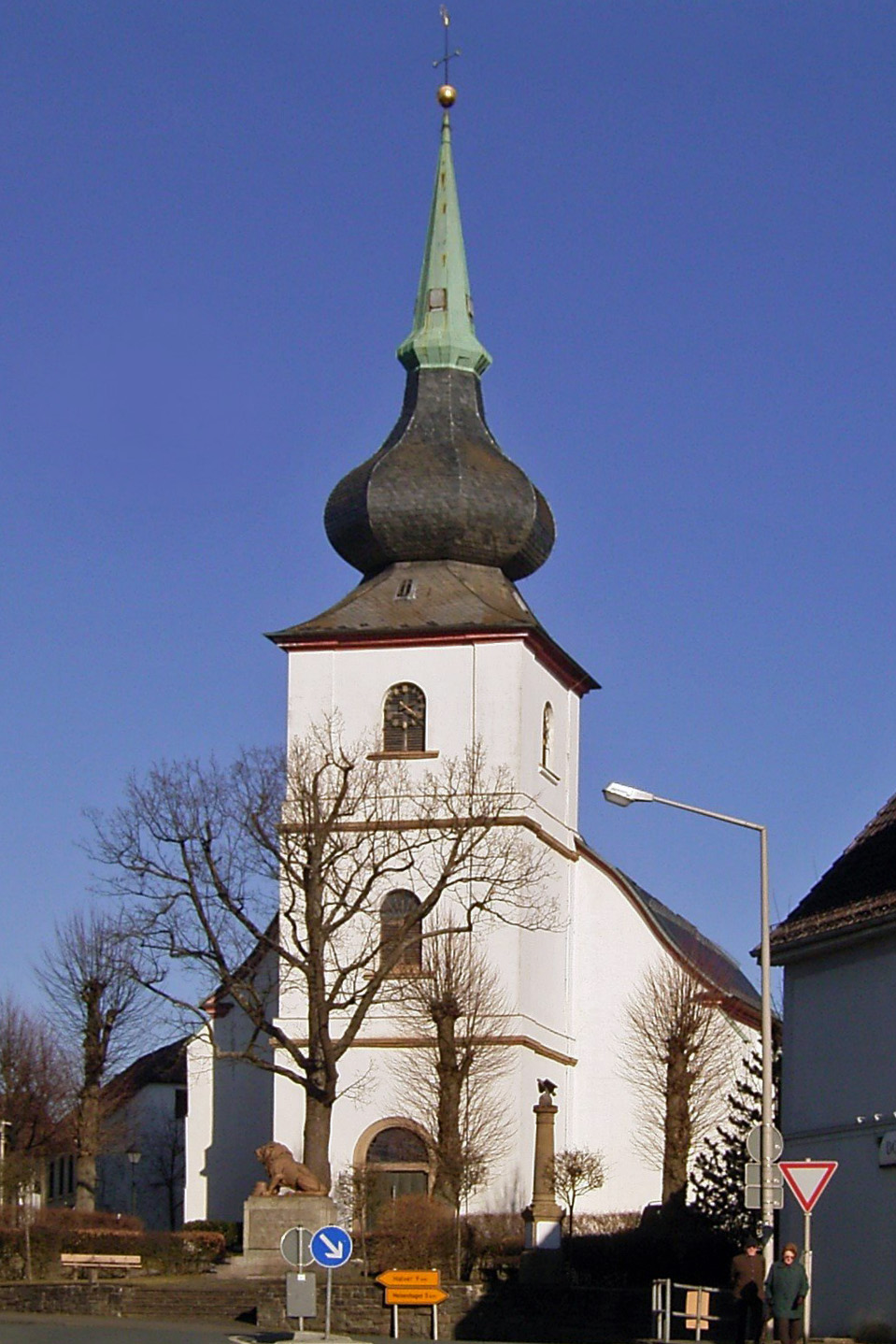
Margarethenkirche

Die evangelische Margarethenkirche ist ein denkmalgeschütztes Kirchengebäude in Kierspe im Märkischen Kreis (Nordrhein-Westfalen).

## Geschichte und Architektur

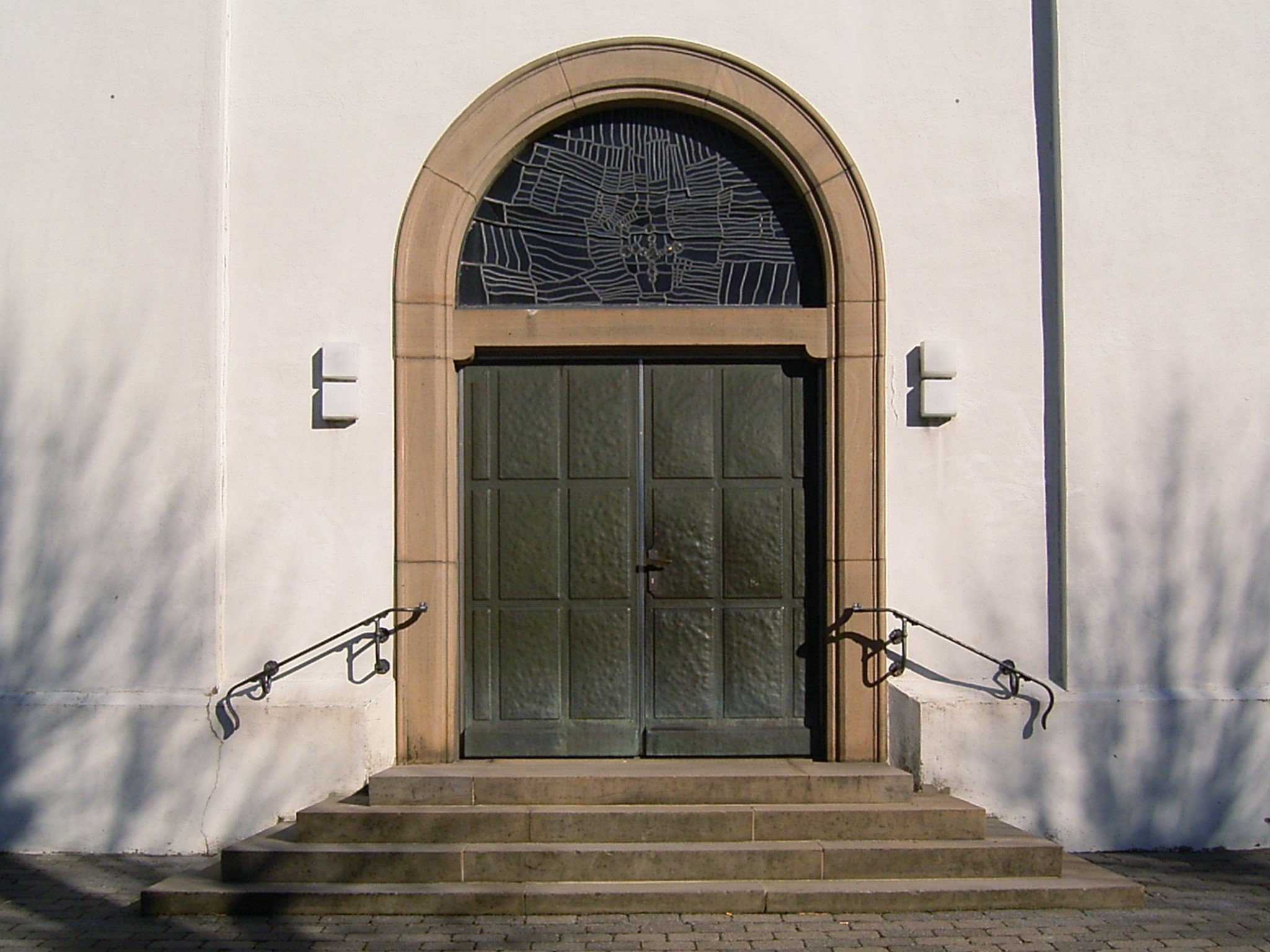
Portalansicht

Die Kirche wurde erstmals 1147 als Besitz von St. Heribert in Köln-Deutz erwähnt und ist somit das älteste Kirchengebäude in Kierspe.
Der rechteckige Predigtsaal mit einem flachen Chorschluss und einem mächtigen Bohlendach wurde von 1816 bis 1819 nach Plänen von Philipp Leonhard Pistor als Umbau einer Hallenkirche des 14. Jahrhunderts errichtet. Der kräftige Westturm ist mit einer Zwiebelhaube bekrönt. Von der Kirche des 14. Jahrhunderts sind die Außenmauern mit Strebepfeilern und Maßwerkfenster erhalten. In den Innenraum wurde eine dreiseitig umlaufende Empore eingebaut. Zum Ende des Zweiten Weltkrieges wurde das Gebäude durch Beschuss beschädigt. Von 1947 bis 1969 wurden Renovierungsarbeiten durchgeführt. Die ursprüngliche Tonnendecke wurde abgehängt.

## Ausstattung
- Der Kanzelaltar mit hohen Säulen und Kompositkapitellen schwingt in den Raum.
- Der sechsseitige Taufstein aus Trachyt in säulenumstandener Kelchform ist vom Anfang des 13. Jahrhunderts.
- Die beiden Glocken wurden im 13. und 14. Jahrhundert gegossen.

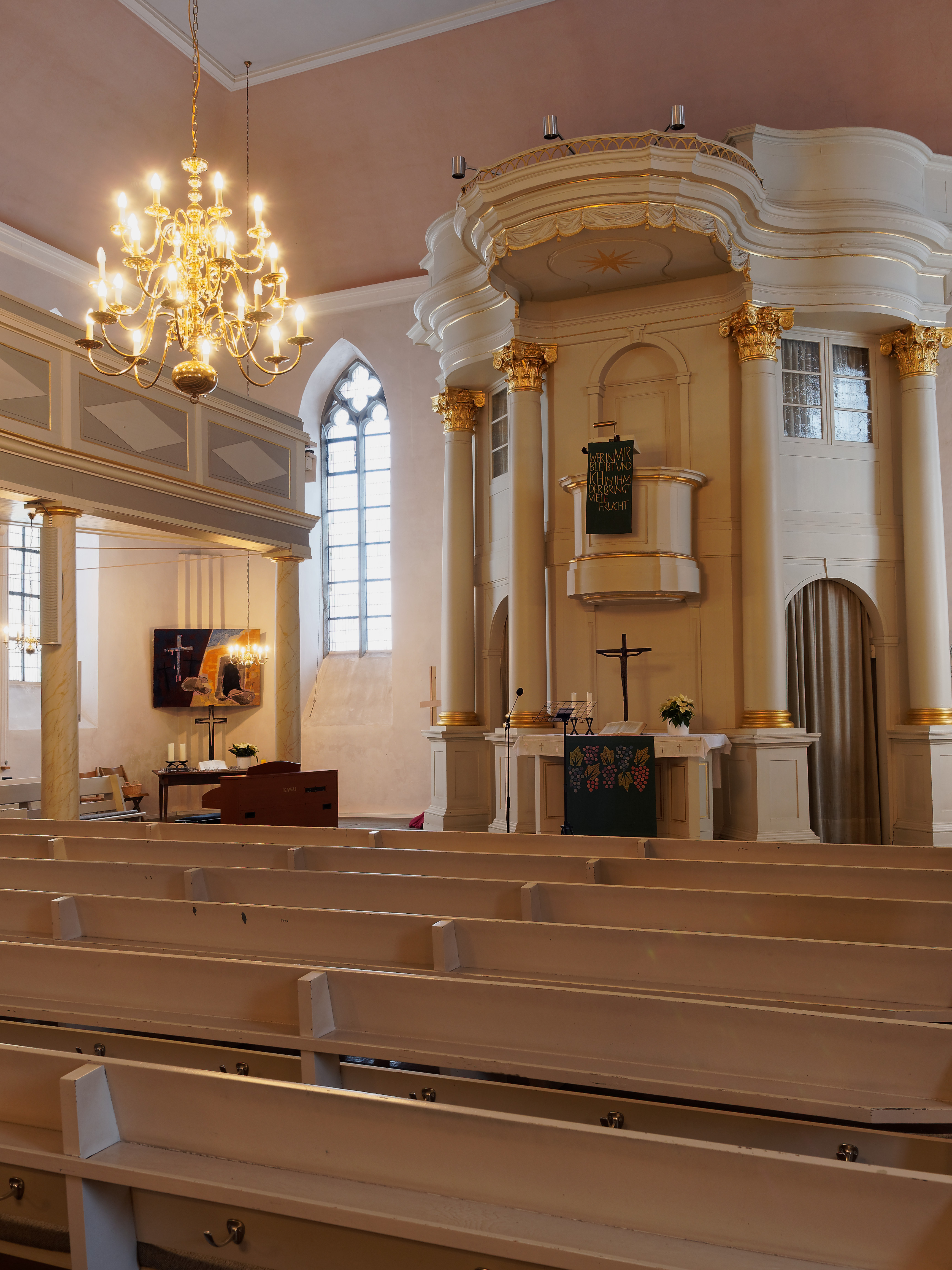
Altar mit Kanzel
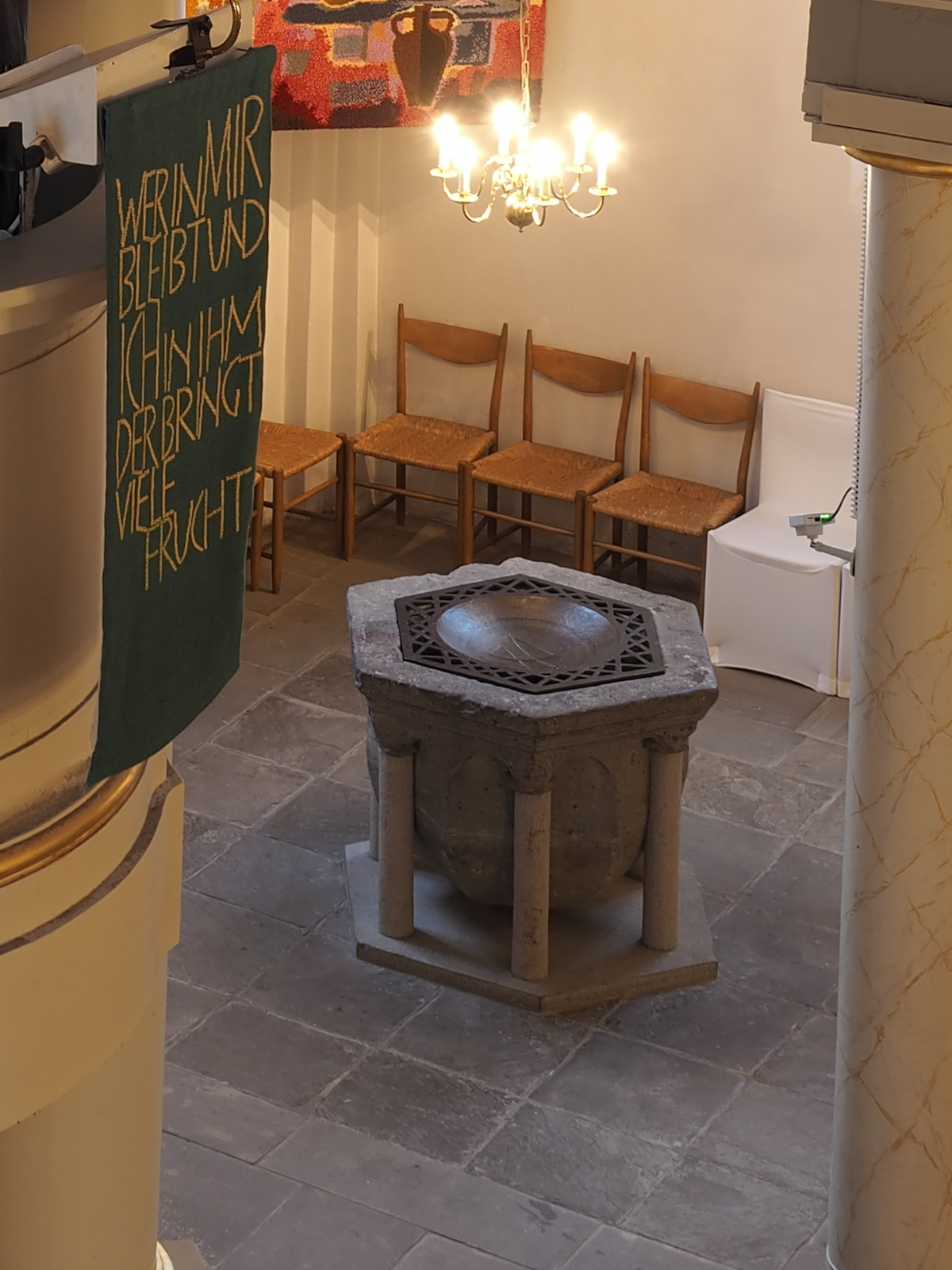
Taufbecken
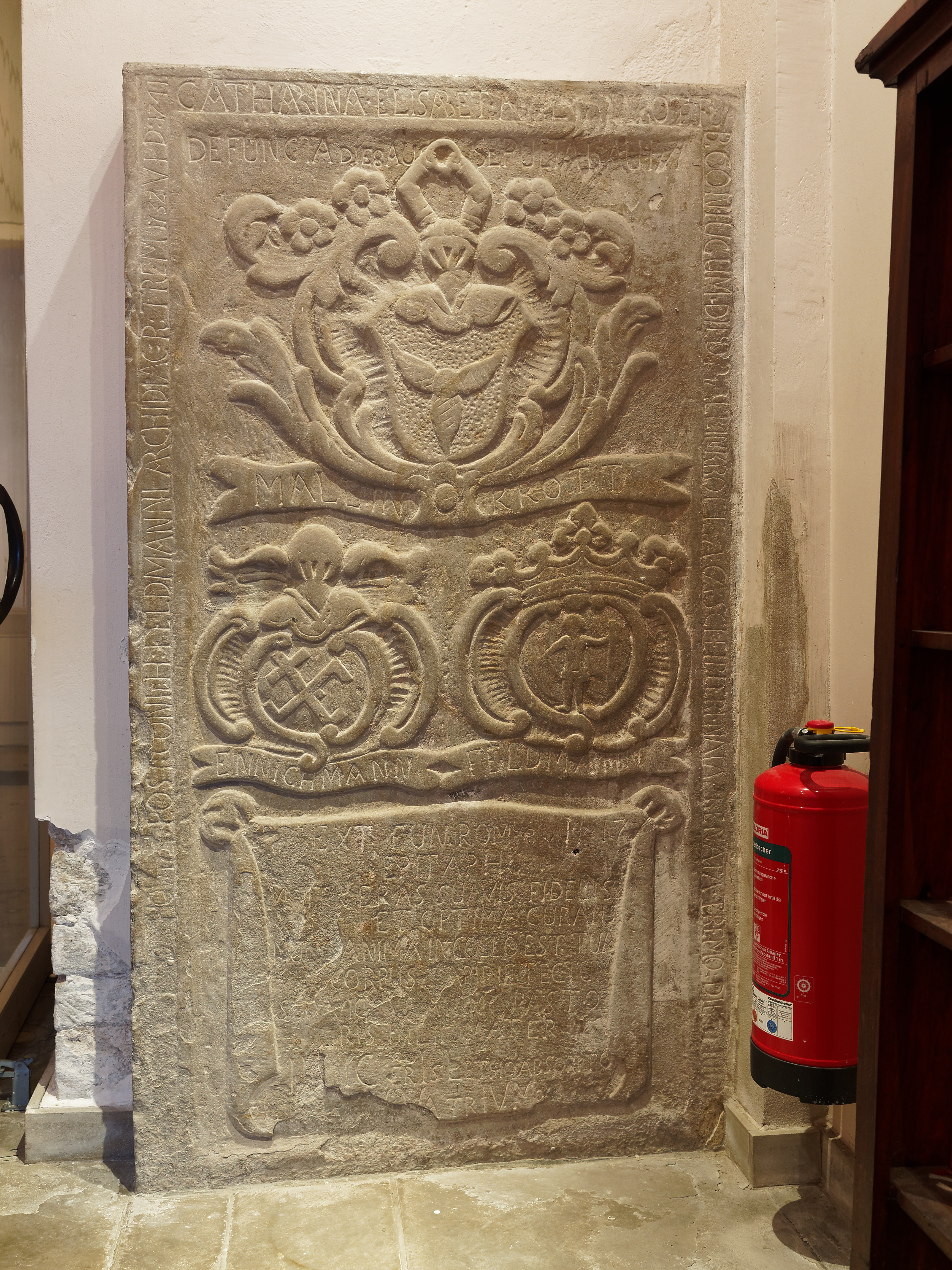
Grabplatte Mallinkrodt

### Orgel

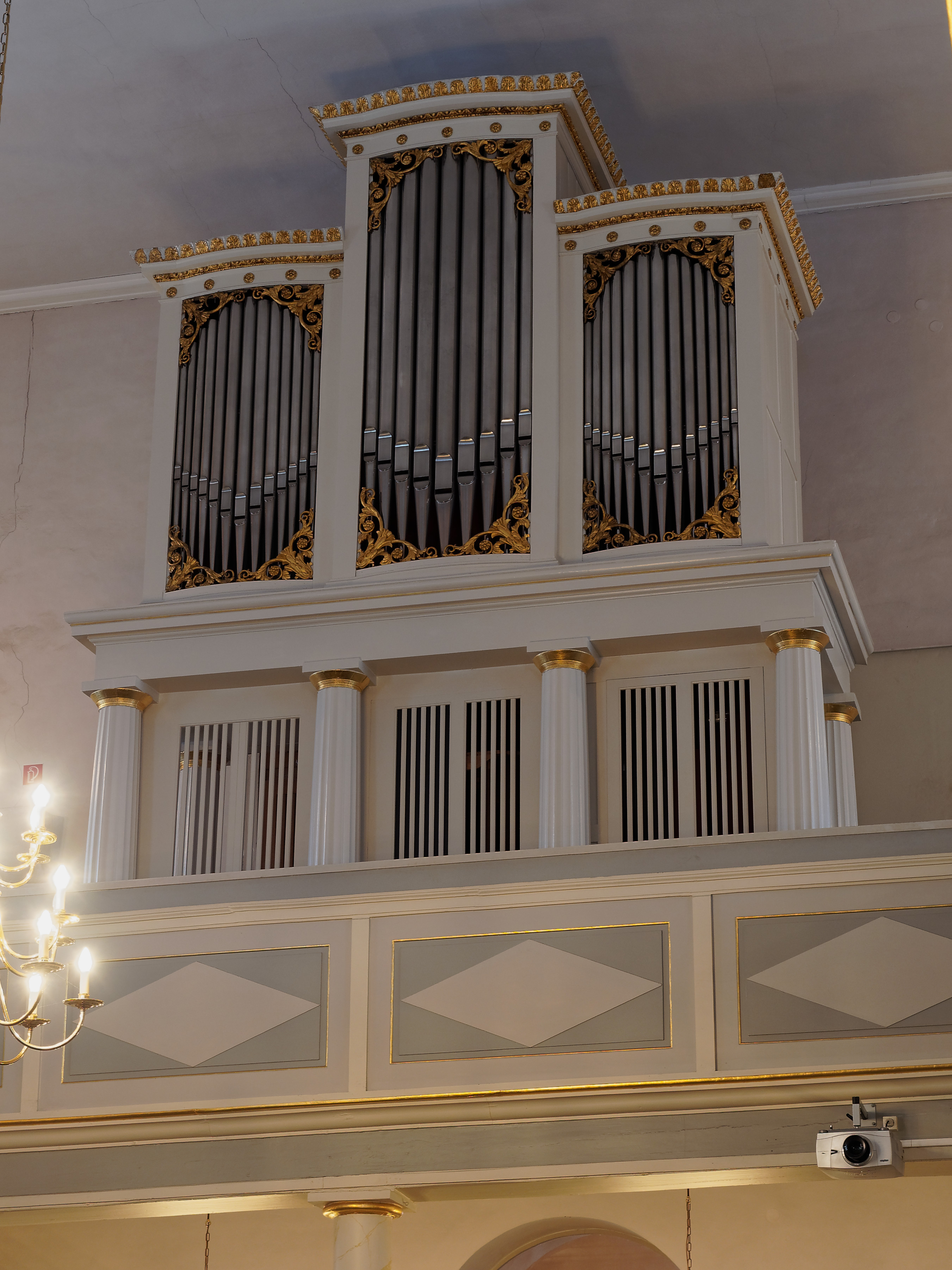
Blick auf die Orgel

Die Orgel wurde 1828 von dem Orgelbauer Christian Roetzel (Alpe) erbaut. Der klassizistische Orgelprospekt wurde 1827 nach einem Entwurf der Preußischen Oberbaudeputation, nach Angaben von Karl Friedrich Schinkel, gebaut. Das Instrument stand ursprünglich auf einer 2. Empore, oberhalb der heutigen Orgelempore, die allerdings 1940 abgerissen wurde. Das Instrument hat 20 Register auf zwei Manualen und Pedal. Die Hauptwerksregister stehen auf Schleifladen, Unterwerk- und Pedalregister stehen auf Bohlenladen.
| I Unterwerk C–g3 |            |     |
| 01.              | Gedact     | 08′ |
| 02.              | Lamento    | 08′ |
| 03.              | Rohrfleut  | 04′ |
| 04.              | Gemshorn   | 02′ |
| 05.              | Vox humana | 08′ |

| II Hauptwerk C–g3 |                |     |
| 06.               | Bordun         | 16′ |
| 07.               | Principal      | 08′ |
| 08.               | Fleut          | 08′ |
| 09.               | Viol die Gamba | 08′ |
| 10.               | Octava         | 04′ |
| 11.               | Spitzfleut     | 04′ |

| (Fortsetzung) |              |     |
| 12.           | Cornetti III |     |
| 13.           | Quinta       | 03′ |
| 14.           | Octave       | 02′ |
| 15.           | Mixtur III   |     |
| 16.           | Trompett     | 08′ |

| Pedalwerk C–d1 |               |     |
| 17.            | Subbass       | 16′ |
| 18.            | Principalbass | 08′ |
| 19.            | Octavbass     | 04′ |
| 20.            | Posaune       | 16′ |

- Koppeln: I/II (Klötzchenkoppel), II/P